# Fast Forward (Fernsehsendung)

Erstes Logo

Fast Forward war eine von Nkechi Madubuko, später von Charlotte Roche moderierte Fernsehsendung, die sich auf Musik abseits der ausgetretenen Mainstreampfade spezialisiert hatte, wobei die bevorzugt gespielten Videos in erster Linie Stilrichtungen wie Rockmusik, Independent und Alternative zugehörten. Auch anspruchsvoller Pop konnte seinen Weg in die Sendung finden. Das Format startete auf VIVA Zwei. Nach der Einstellung des Senders wurde die Sendung auf VIVA fortgeführt.
Produzent und inhaltlich Hauptverantwortlicher der Sendung war der Musikjournalist Eric Pfeil, der später für VIVA die Sarah Kuttner Show konzipierte und als Headautor betreute. Gemeinsam mit Charlotte Roche prägte er Ton und Attitüde der Sendung.
Nach der Übernahme von VIVA durch den MTV-Mutterkonzern Viacom haben sich die Programmchefs allerdings entschieden, die Sendung abzusetzen und stattdessen Reality-Shows und andere Formate, die die Jugendlichen vor dem Fernseher halten, zu zeigen. Als Begründung wurde das Ziel gegeben, eine breiter gefächerte Zielgruppe zu erreichen. Am 2. Januar 2005 lief die letzte Folge, eine Abschiedssendung.
Die Sendung bestand nicht nur aus dem Zeigen von Musikvideos, sondern lebte hauptsächlich von der meist quicklebendigen Moderatorin, welche entweder direkt die Videos kommentierte oder auch völlig losgelöst über den Zeitgeist sinnierte, häufig mit einem leichten Hang zum Surrealen. Außerdem präsentierte Fast Forward ausgewählte Festivals und Konzerte. In unregelmäßigen Abständen wurden Interviews mit populären Musikern präsentiert, zu denen unter anderem folgende Künstler geladen wurden:
- Robert Smith von The Cure
- Thom Yorke von Radiohead
- Adam Green
- Robbie Williams
- Justin Timberlake
- Marilyn Manson

Letztes Logo

- James Hetfield und Kirk Hammett von Metallica
- Anthony Kiedis von den Red Hot Chili Peppers
- The White Stripes
- Mike Skinner alias The Streets
- Peaches
- Evan Dando (The Lemonheads)
- Craig Nicholls von The Vines
- Damon Albarn von Blur
- Tocotronic
- Eminem
- Moloko
- Prince
- Ville Valo von HIM
- Kelis
- Bloodhound Gang
- Sportfreunde Stiller
- Liam Gallagher von Oasis
- Garbage
- Slut
- Die Ärzte
- Egoexpress
- Heike Makatsch
- Angus Young von AC/DC
- Jörg Buttgereit

An den Interviews fanden oft auch die Musiker selbst Gefallen, die sonst ungern Interviews geben. Der als „Journalisten-Schreck“ bekannte Thom Yorke von Radiohead zeigte sich beispielsweise äußerst angetan und wollte am Ende gar nicht mehr gehen.

## Auszeichnungen
- 2001: Nominierung für den Adolf-Grimme-Preis
- 2002: Bayerischer Fernsehpreis
- 2004: Adolf-Grimme-Preis für Charlotte Grace Roche